# Ciudadela de Alepo
La Ciudadela de Alepo (en árabe: قلعة حلب), es un gran palacio medieval localizado en el centro de la ciudad antigua de Alepo, al norte de Siria. Es considerado uno de los castillos más grandes y antiguos del mundo. El uso de la colina de la ciudadela se remonta al menos a la mitad del tercer milenio antes de Cristo. Posteriormente, fue ocupada por pueblos de otras civilizaciones: griegos, romanos, bizantinos, mamelucos y la dinastía ayubí. Gran parte de la construcción, tal como está hoy, se cree que se basa en el periodo ayubí. Un amplio trabajo de conservación tuvo lugar en la década de 2000 por la Aga Khan Trust for Culture, en colaboración con la Sociedad Arqueológica Alepo.
La Ciudadela de Alepo forma parte del Ciudad vieja de Alepo, nombrada Patrimonio de la Humanidad por la Unesco desde 1986. Durante la Guerra civil siria sufrió grandes daños, especialmente durante la batalla de Alepo, entre 2012 y 2016. Reabrió sus puertas al turismo a comienzos de 2018 tras la reparación de algunas zonas dañadas.

## Historia

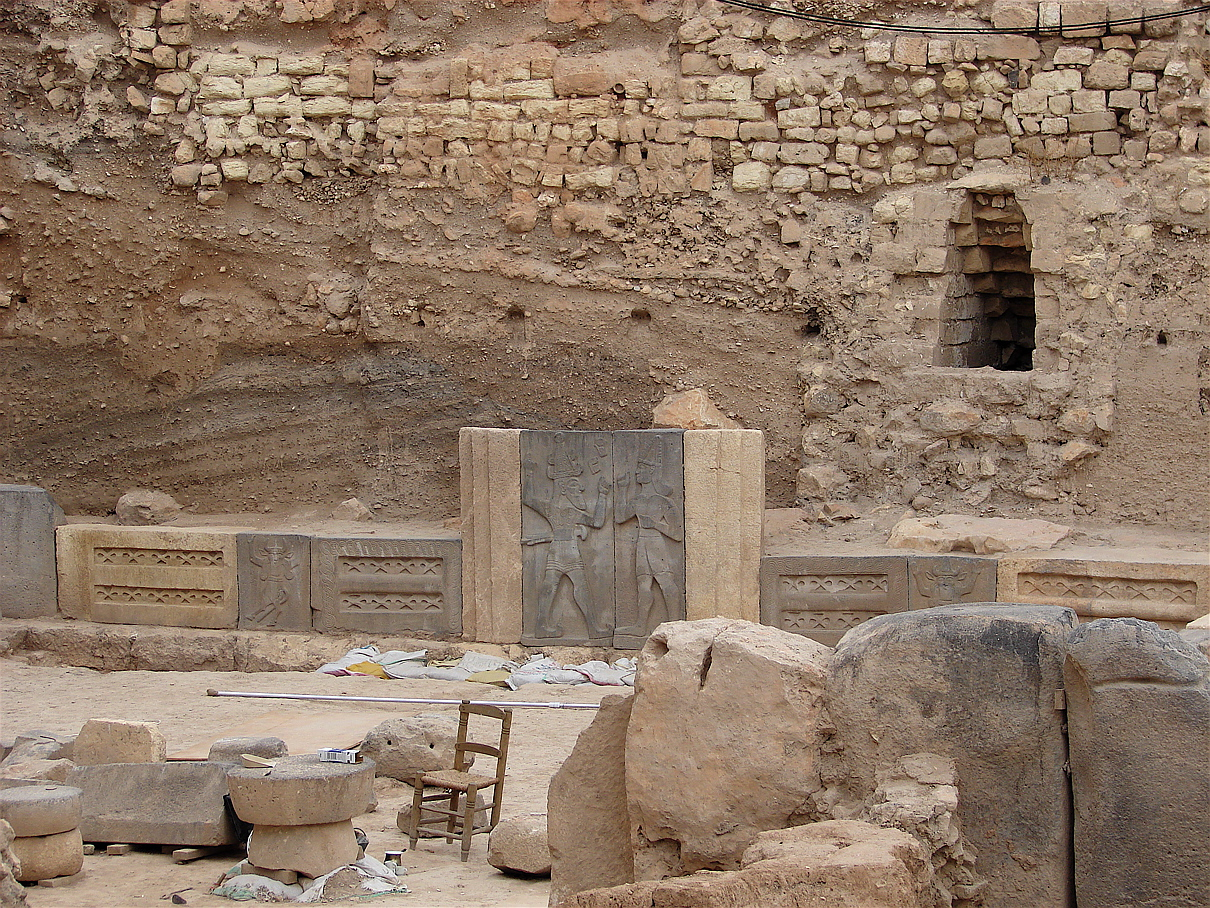
Templo de Hadad en el interior de la Ciudadela.

El recientemente descubierto templo del antiguo dios de la tormenta Hadad data de mediados del III milenio antes de Cristo, tal y como se referencia en los textos cuneiformes de Ebla y Mari. La ciudad se convirtió en la capital de Yamhad y era conocida como «ciudad de Hadad». El templo continuó en funcionamiento desde el siglo XXIV a. C. hasta al menos el siglo IX a. C., según los relieves descubiertos durante las excavaciones del arqueólogo alemán Kay Kohlmeyer.
Se dice que el profeta Abraham ordeñó a sus ovejas en la colina de la ciudadela. Tras el declive del estado neo-hitita con capital en Alepo, los asirios dominaron esta zona (siglos VIII-IV a. C.), seguidos de los imperios neobabilónico y el persa (539-333 a. C.).

### Imperio seléucida
Tras la conquista de Alepo por las tropas de Alejandro Magno, Seleuco I Nicátor se convirtió en el gobernante de la ciudad y la llevó a un renacimiento bajo el nombre de Beroia. Los historiadores árabes del Medievo declaran que fue en esta época cuando se construyó la ciudadela como una acrópolis fortificada. Algunas zonas de la ciudadela albergan restos arqueológicos de dos metros del periodo helenístico.

### Imperio romano y bizantino

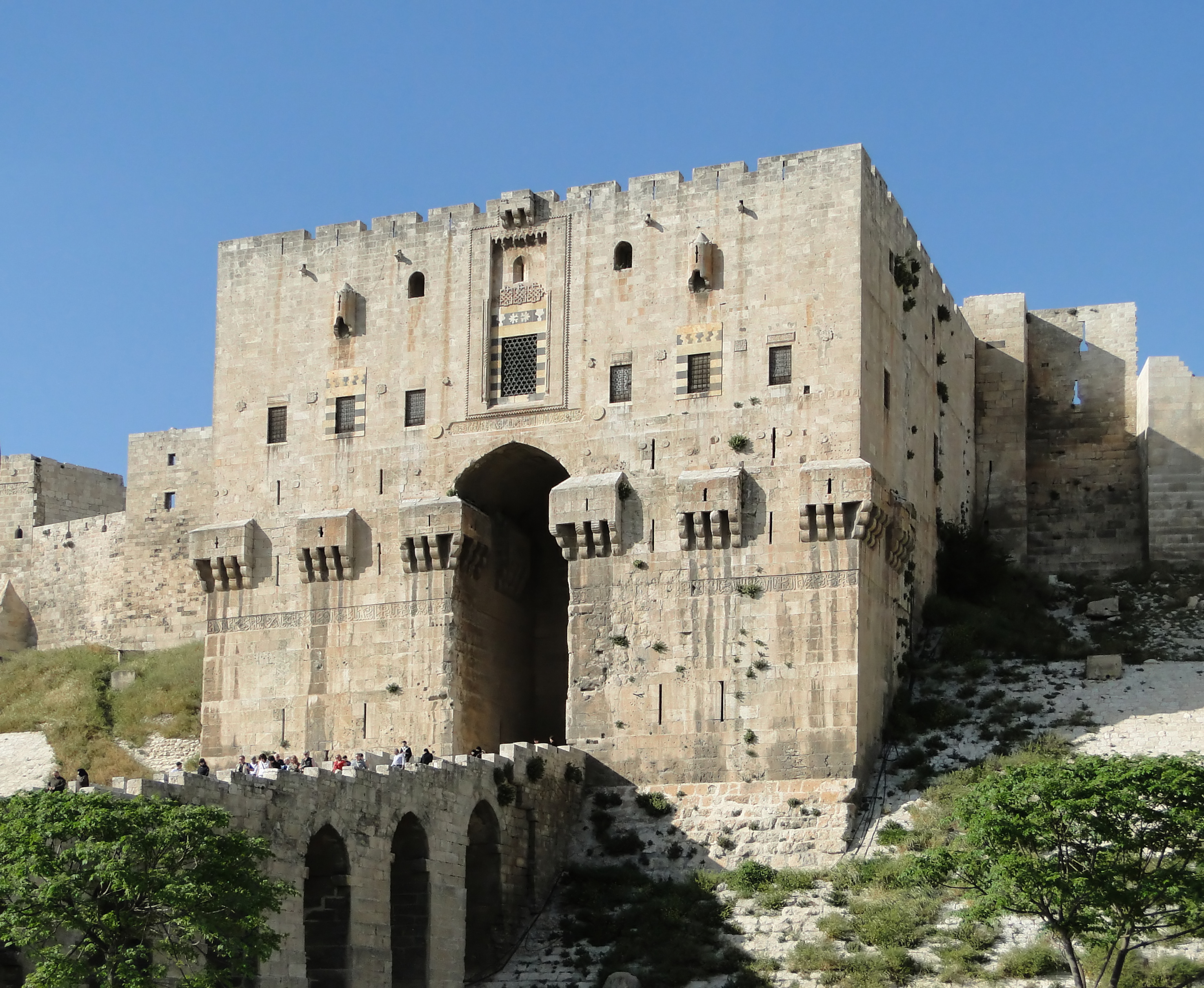
Puerta interior de la fortaleza.

Tras la expulsión de la dinastía seléucida en el 64 a. C., la colina de la ciudadela continuó albergando un gran significado religioso. El emperador romano Juliano el Apóstata comentó sobre su visita a Alepo en 363: «Me he quedado durante una jornada, he visitado la acrópolis, he ofrecido un toro blanco a Zeus, según las costumbres imperiales, y he tenido una breve charla con el consejo de la ciudad sobre el culto a los dioses». Se han encontrado escasos restos de época romana en la Ciudadela.
El Imperio romano se dividió en el año 395 y Alepo se integró en el denominado Imperio bizantino. Durante las luchas contra el rey sasánida Cosroes II en el siglo VII, se dice que la población de Alepo se refugió en la Ciudadela debido a las pésimas condiciones de la muralla de la ciudad. Actualmente quedan escasos restos del periodo bizantino, aunque dos mezquitas de sus interior fueron previamente iglesias bizantinas.

### Islam temprano

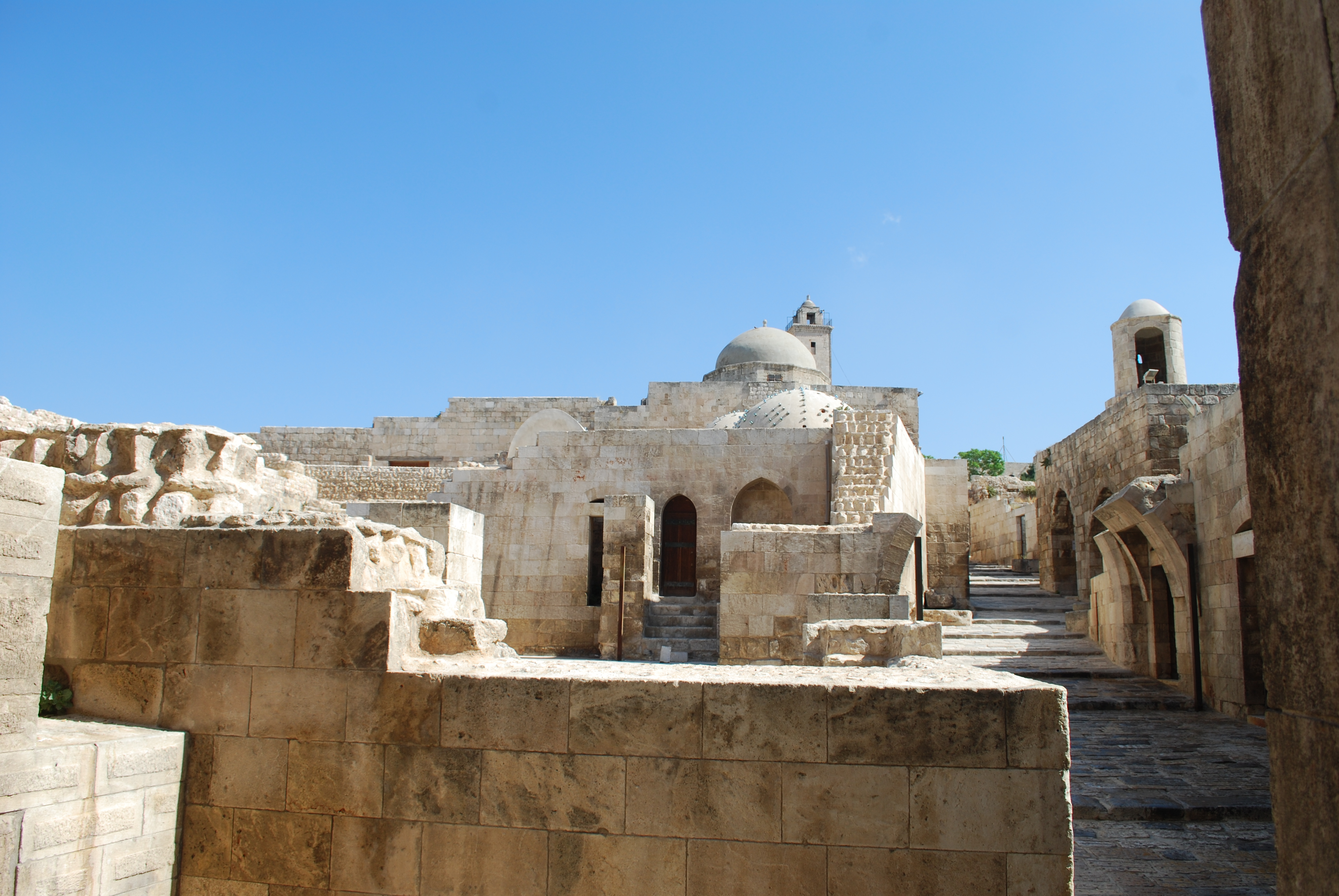
Ciudadela

Las tropas islámicas capturaron Alepo en el año 636. Las fuentes escritas describen restauraciones en la ciudadela tras un gran terremoto. Sayf al-Dawla, un príncipe hamdánida, conquistó la ciudad en 944 y la encumbró a un renacimiento político y económico. La dinastía hamdánida construyó un espléndido palacio a la orilla del río, aunque tuvieron que trasladarse a la Ciudadela tras el ataque bizantino en 962. Tras este esplendor llegó un periodo de inestabilidad debido a los ataques bizantinos y beduinos, cuando los fatimíes gobernaron brevemente la ciudad. Los mirdasíes convirtieron las dos iglesias bizantinas en dos mezquitas.

### Dinastías zanguí y ayubí

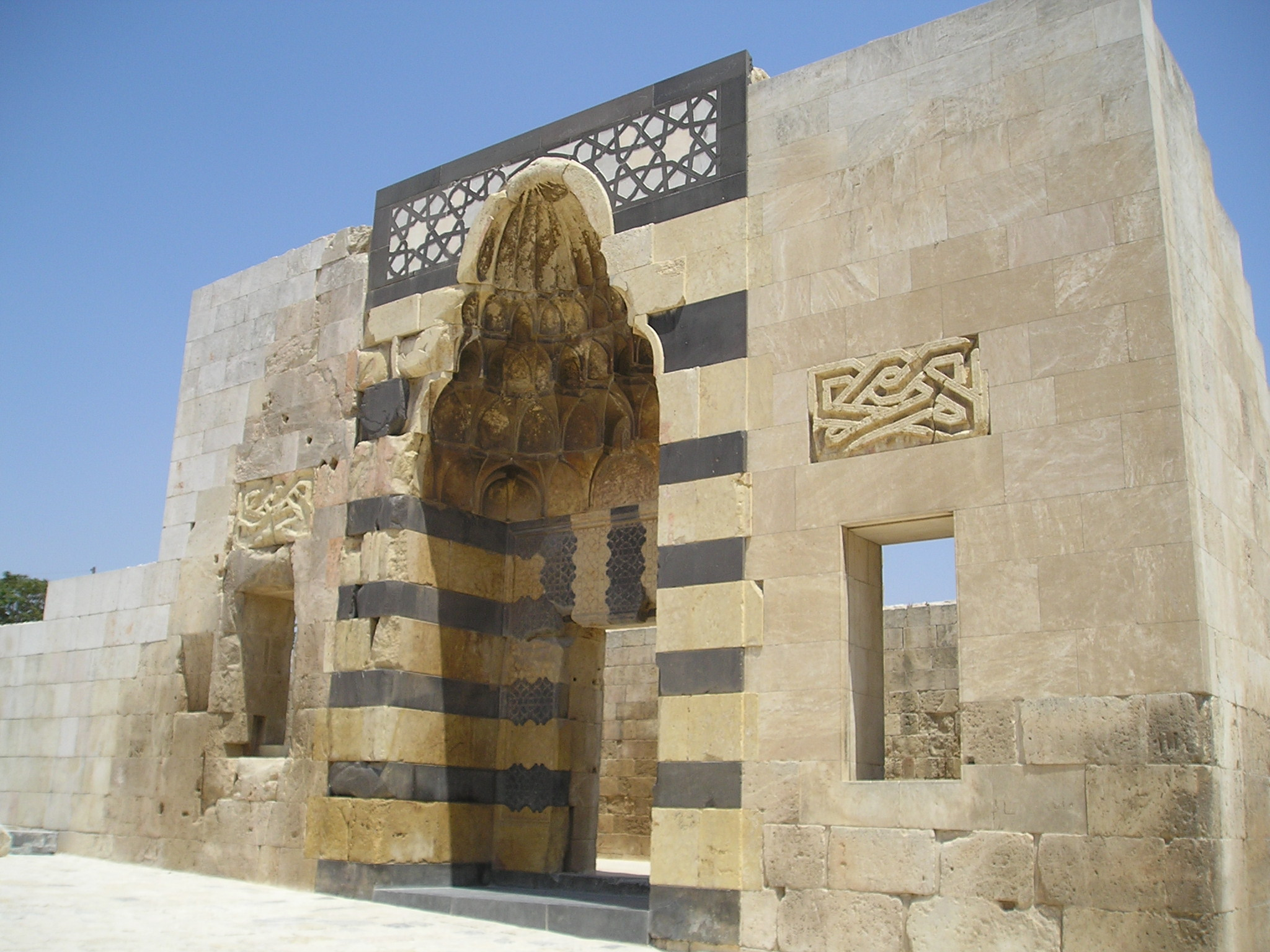
Entrada al salón del trono.

La ciudadela alcanzó su máximo esplendor durante y tras la presencia de los Cruzados en Oriente Próximo. El gobernante zanguí Zengi, junto a su hijo Nur al-Din (r. 1147-1174), unificaron Alepo y Damasco y retuvieron a los cruzados durante sus repetidos asaltos a las ciudades. Célebres cruzados fueron encarcelados en la ciudadela, entre ellos el conde de Edesa, Joscelino II, quien falleció allí, Reinaldo de Châtillon y el rey de Jerusalén, Balduino II, quien estuvo retenido dos años. Además sus obras en Alepo y Damasco, Nur al-Din reconstruyó las murallas de Alepo y fortificó la ciudadela. Las fuentes árabes citan que también realizó otras mejoras como una entrada en rampa, un palacio y un hipódromo cubierto de hierba. Nur al-Din también restauró las dos mezquitas del interior y donó un elaborado mihrab de madera a la mezquita de Abraham; dicho mihrab desapareció durante el Mandato francés de Siria.
El hijo de Saladino, Az-Zahir Ghazi, gobernó en Alepo entre 1193 y 1215, periodo en el que la fortaleza tuvo una gran reconstrucción y fortificación, además del añadido de nuevas estructuras que crearon el complejo de la Ciudadela en su forma actual. El sultán Ghazi reforzó las murallas, alisó la superficie de los salientes, revistió la rampa de la entrada con sillares de piedra, hizo más profundo el foso y lo conectó con canales de agua y con un gran puente-acueducto, que actualmente se usa como entrada a la ciudadela. En la década de 1200 la ciudadela funcionó como ciudad palaciega, haciendo una función residencial (palacios y baños), religiosa (mezquitas y santuarios), instalaciones militares (arsenal, pista de entrenamiento, torres defensivas y la entrada) y otros elementos como cisternas y graneros. La entrada se reconstruyó en 1213. El sultán Ghazi restauró las dos mezquitas y amplió la muralla de la ciudad, ubicando a la ciudadela en el centro de las fortificaciones.

### Periodo mongol y mameluco

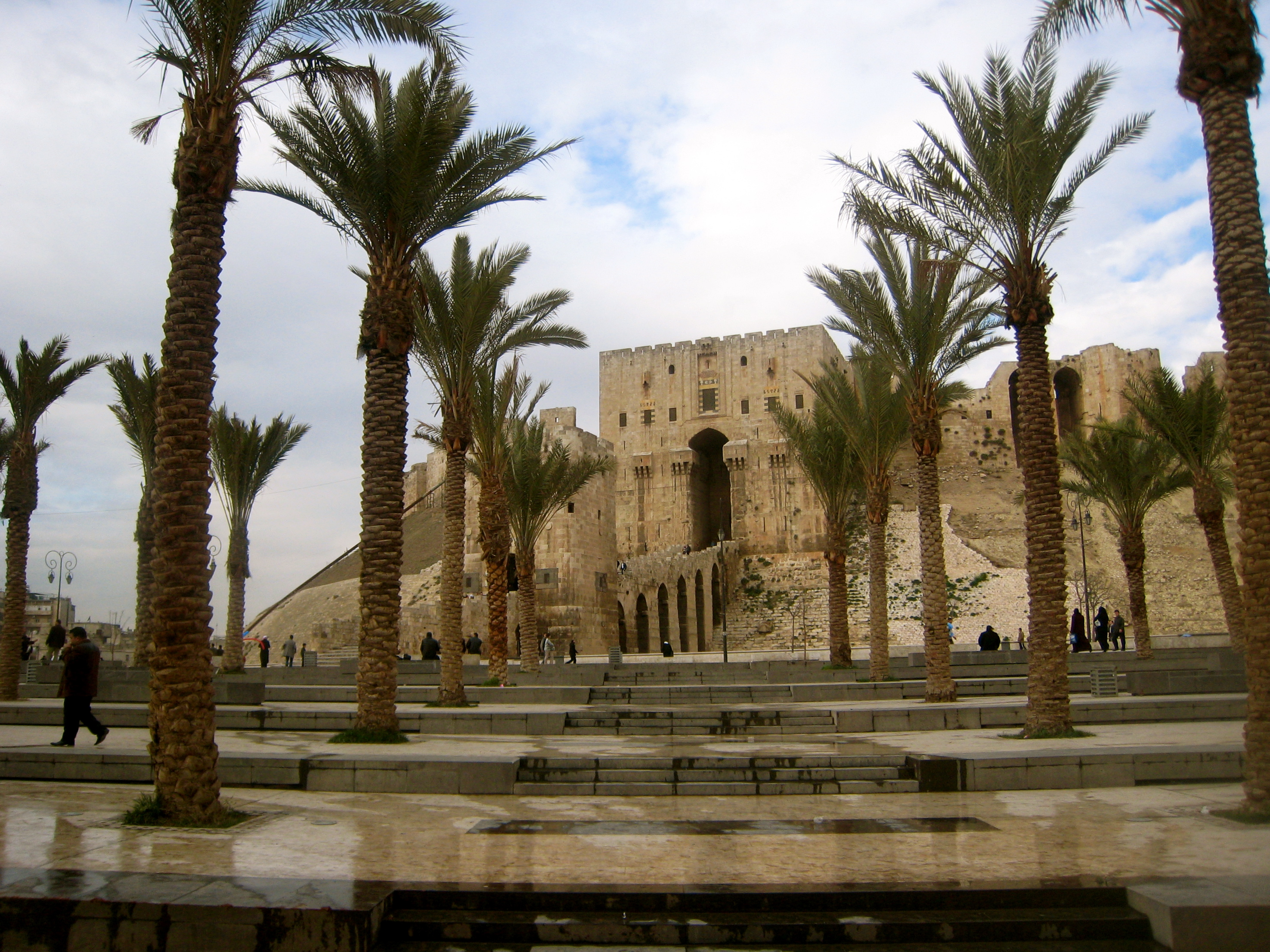
La gran plaza restaurada.

La ciudadela fue dañada tras la invasión mongola de 1260 y fue destruida de nuevo tras la invasión del líder timúrida Tamerlán en 1400.
En 1415, el gobernador mameluco de Alepo, el príncipe Sayf al-Din Jakam, fue autorizado para reconstruir la ciudadela, que se encontraba en el centro de una relevante ciudad de comercio de entre 50.000 y 100.000 habitantes. Los añadidos de Sayf al-Din incluyeron dos nuevas torres en las laderas sur y norte, y un nuevo palacio mameluco en la cima de la torre más alta de las dos de la entrada, lo que hizo abandonar el palacio ayubí durante esta etapa. El último sultán mameluco, al-Ashraf Qansuh al-Ghawri, reemplazó la techumbre plana del salón del trono por nueve cúpulas.

### Imperio otomano
Durante el gobierno otomano, comenzó a decaer la función de la ciudadela como fortaleza militar a medida que la ciudad comenzaba a crecer fuera de las murallas y se posicionaba como metrópolis comercial. La ciudadela continuó usándose como barracón para los soldados otomanos, aunque se desconoce el número. El sultán Solimán ordenó la restauración de la ciudadela en 1521. Un viajero anónimo veneciano menciona a más de 2000 personas viviendo en la ciudadela en 1556. En 1679, el cónsul francés de Arvieux cita a 1400 personas allí, 350 de las cuales serían jenízaros, el cuerpo de élite militar al servicio del Imperio otomano.

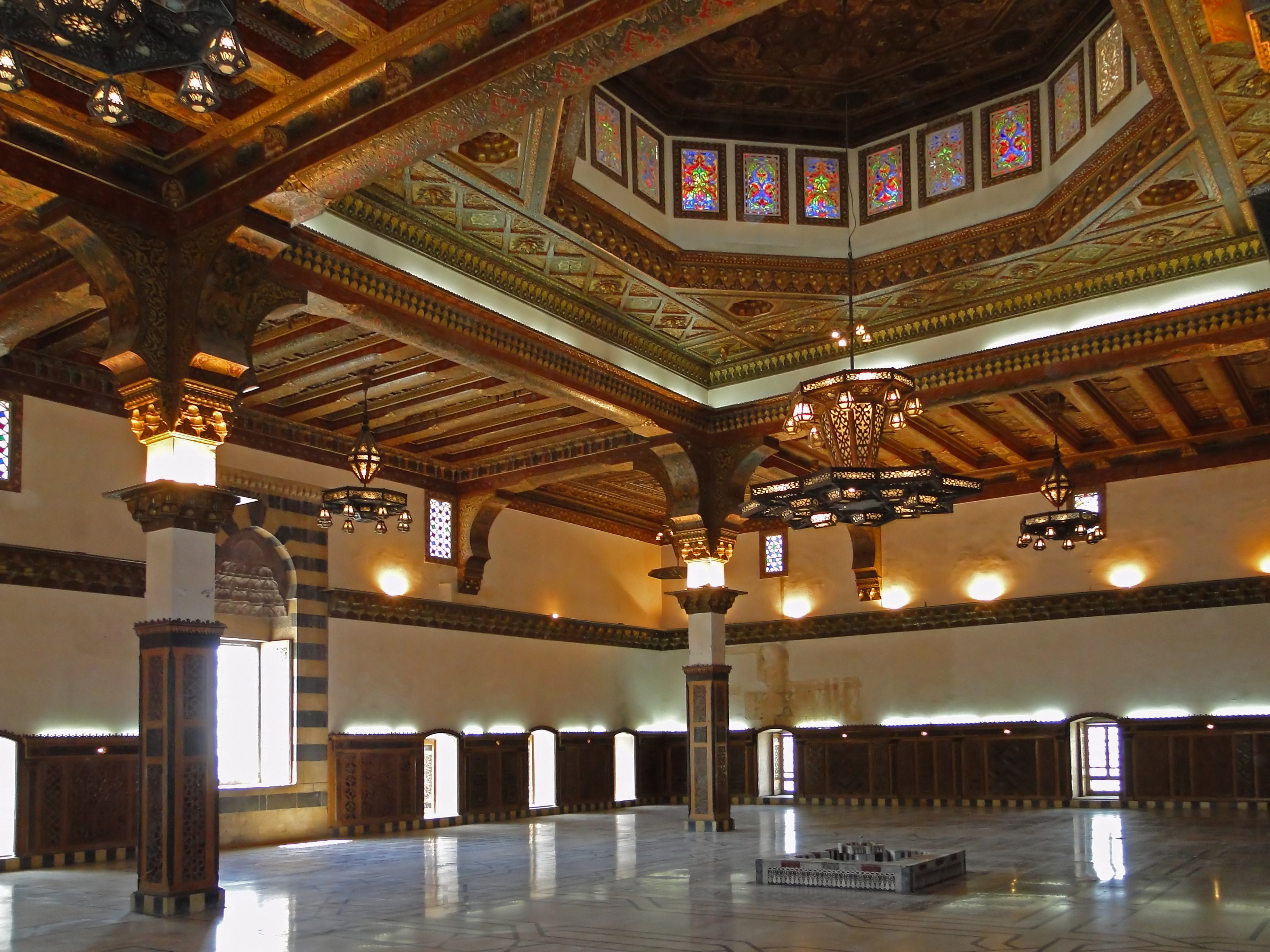
Interior del salón del trono, restaurado durante el.

Alepo y la ciudadela fueron severamente dañados durante el terremoto de 1822, con la consecuencia de que solo vivieron soldados en la fortaleza desde entonces. El entonces gobernador otomano, Ibrahim Pasha, utilizó las piedras de los edificios abandonados de la ciudad para construir los barracones al norte. Fue restaurada más tarde por el sultán Abdülmecid en 1850-51, cuando probablemente también se construyó un molino de viento en el extremo norte de la colina.

### Últimos acontecimientos
La presencia militar continuó en la fortaleza durante el Mandato francés de Siria (1920-1945). Los franceses comenzaron a realizar excavaciones arqueológicas en la década de 1930, especialmente en el perímetro de la muralla. En esta época se restauró el salón del trono mameluco y se le procuró una nueva techumbre plana damasquinada del siglo XIX. Se construyó un nuevo anfiteatro en una sección sin excavar de la ciudadela en 1980 para albergar eventos y conciertos.
En agosto de 2012, durante la batalla de Alepo de la Guerra civil siria, la puerta exterior de la ciudadela fue dañada tras ser bombardeada durante las luchas entre el Ejército Libre Sirio y el Ejército Árabe Sirio para controlar la fortaleza. En julio de 2015, una bomba fue colocada en un túnel bajo la muralla exterior, causando un gran daño en el monumento, en un intento del Ejército Libre Sirio de desalojar al Ejército Árabe Sirio. Durante el conflicto, el Ejército Árabe Sirio utilizó la ciudadela como base militar, y según las fuerzas enemigas, usando las murallas como protección mientras se bombardeaban zonas cercanas.

## Estructura

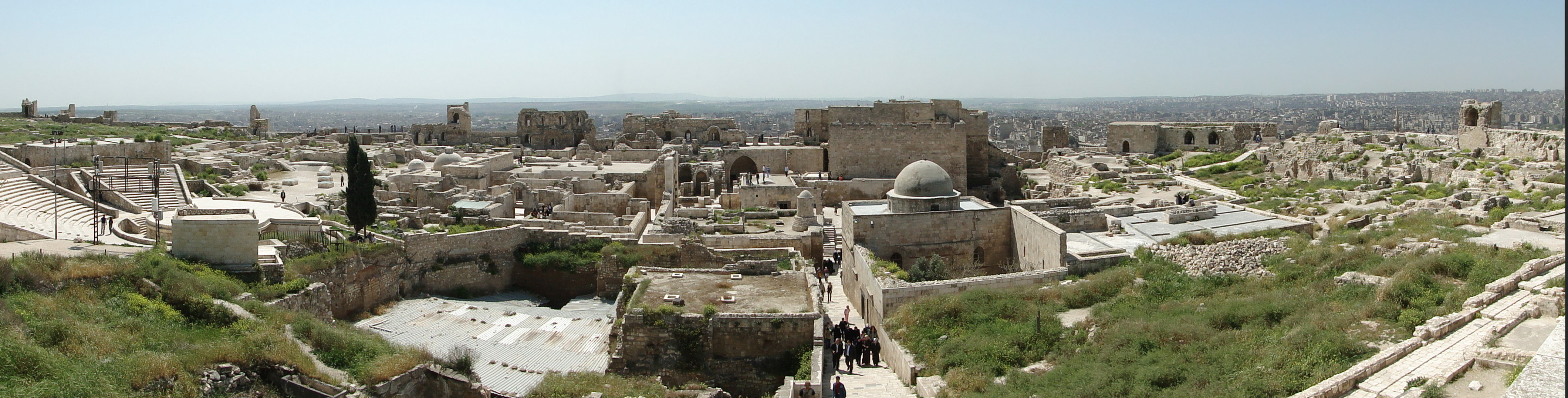
Panorámica del castillo.

La plaza se encuentra restaurada actualmente. La ciudadela está situada sobre un montículo con base elíptica y una longitud de 450 metros. En el pasado, todo el montículo estaba cubierto de grandes bloques de piedra caliza, algunos de los cuales siguen vigentes hoy en día. Es notable la puerta fortificada, accesible sobre un puente en arco. Esta característica fue una adición del gobierno de los mamelucos en el siglo XVI. Una sucesión de cinco giros en ángulo recto y tres puertas de gran tamaño (con figuras talladas) conduce a la entrada principal del castillo interior. En el castillo se encuentran zonas interesantes como el Salón de Armas, el Salón de Bizancio y el Salón del Trono, con la recuperación de un techo decorado. Hoy en día, la ciudadela es una atracción turística y un sitio de excavaciones arqueológicas y estudios. El anfiteatro se utiliza a menudo para conciertos musicales y otros eventos culturales.